# 예카테리나궁

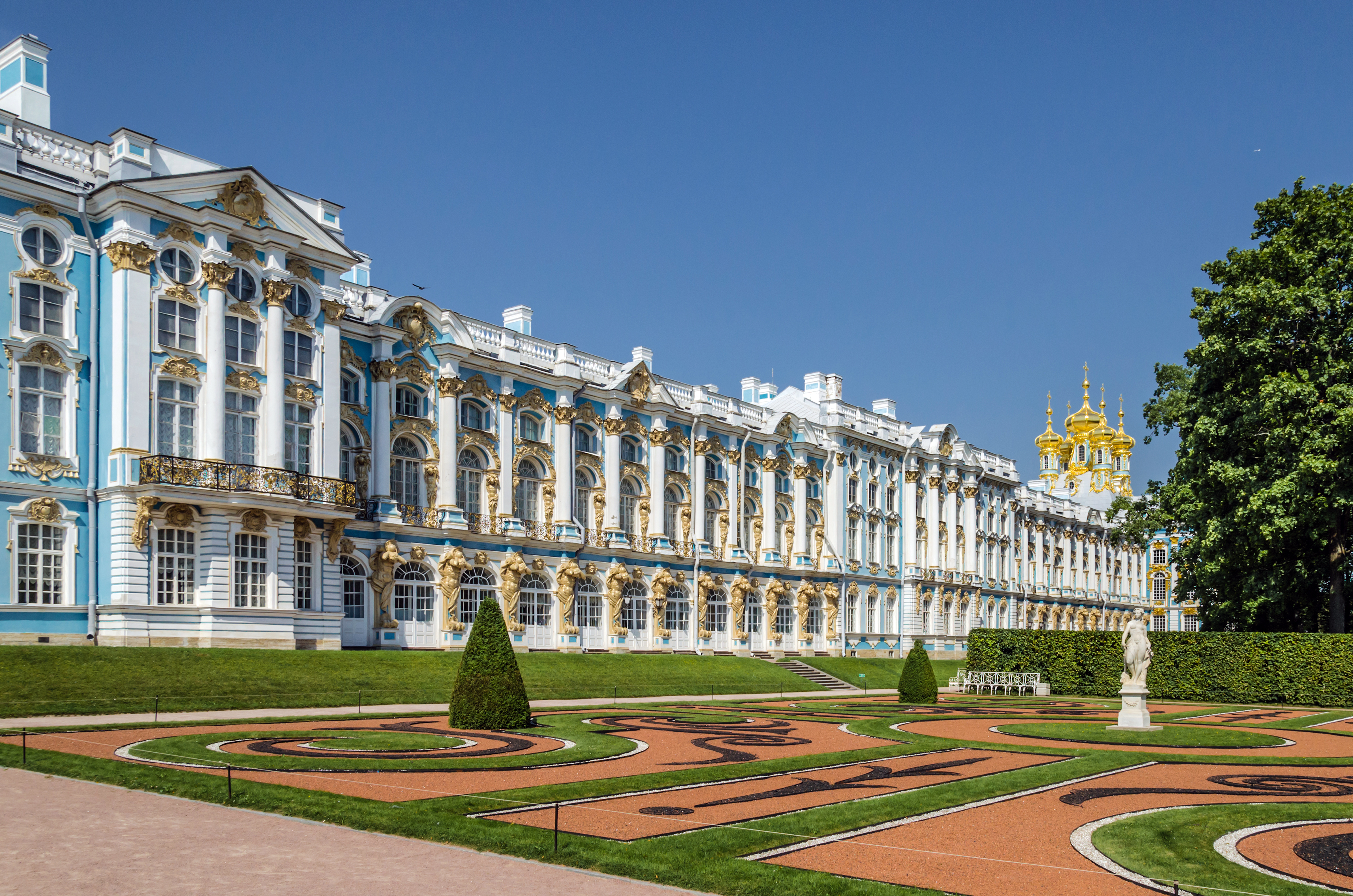
남쪽 구역 - 정원

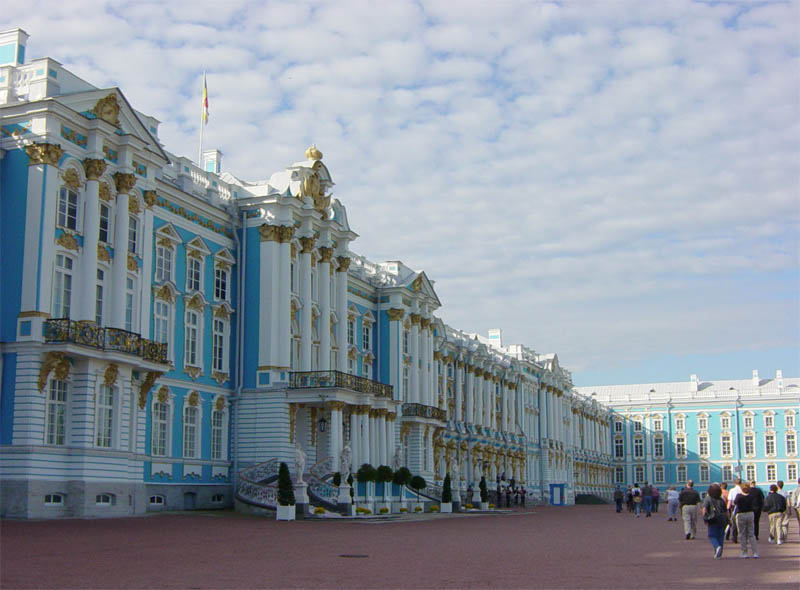
북쪽 구역

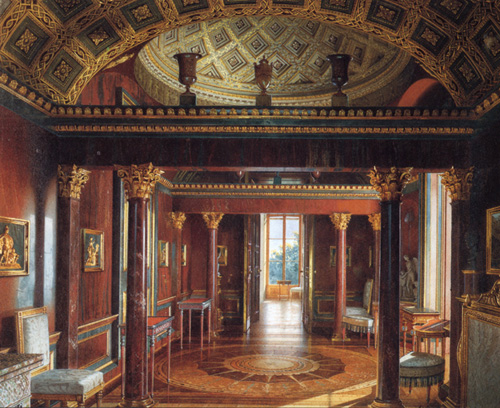
예카테리나 2세의 마노방

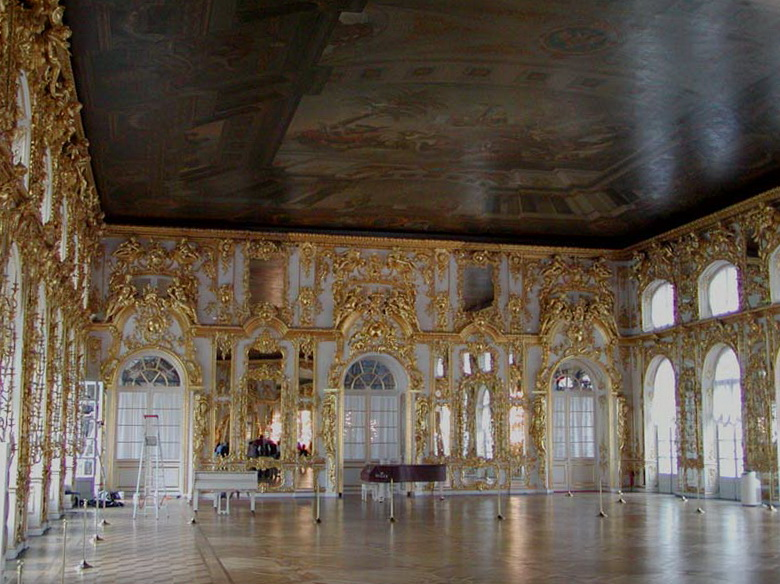
무도실

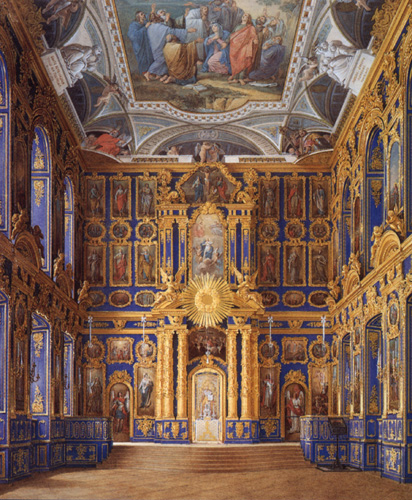
왕실 부속 예배당

예카테리나 궁전(러시아어: Екатерининский дворец)은 러시아 상트페테르부르크에서 남동쪽으로 25km 떨어진 교외 지역인 푸시킨의 피서지인 차르스코예 셀로에 위치한 제정 러시아 시절의 궁전이다. 18세기 러시아 건축 예술의 산물이며, 궁전의 명칭은 표트르 대제의 황후이며 제2대 러시아 황제이기도 한 예카테리나 1세의 이름에서 유래한 것이다.
1717년 예카테리나 1세는 독일의 건축가 요한 프리드리히 브라운슈타인에게 자신의 즐거움을 위한 여름 궁전을 지을 것을 명령하였으며, 1743년 안나 이바노브나 치세에 완성되었다. 그 후, 1756년 5월 옐리자베타 페트로브나 황제의 명령에 따라 건축가 B.F.라스트렐리의 감독 아래 옛 구조물을 철거하고 대규모적인 규모로 훨씬 웅장하고 화려한 로코코 양식으로 개축되었다.